# Thomas Percival

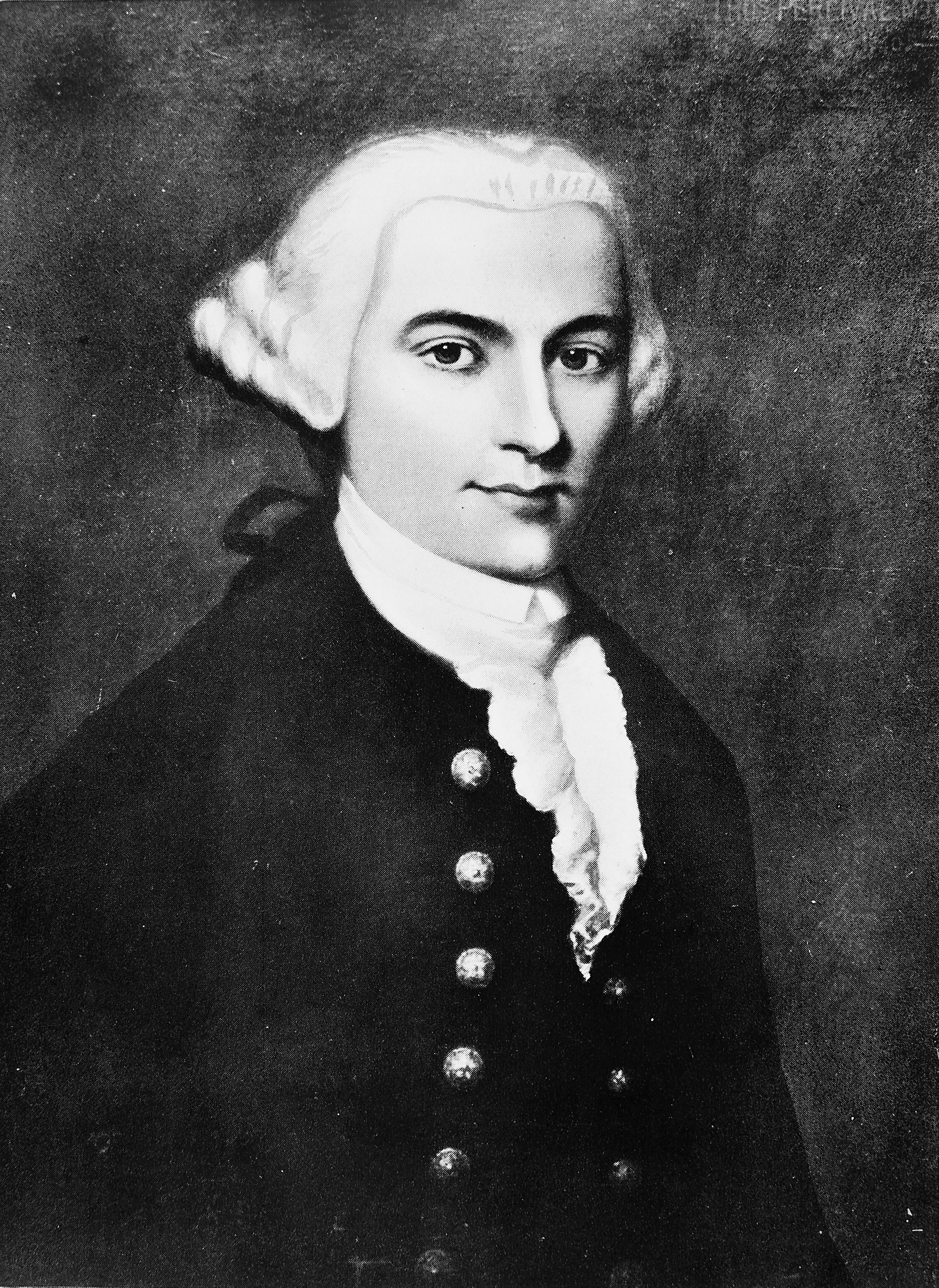
Thomas Percival

Thomas Percival (* 29. September 1740 in Warrington; † 30. August 1804 in Manchester) war ein englischer Arzt und Autor der ersten Leitlinie zum Thema Medizinethik.

## Leben
Thomas Percival wurde am 29. September 1740 in Warrington in Lancashire geboren. Da er bereits im Alter von drei Jahren zum Vollwaisen wurde, übernahm eine ältere Schwester die Erziehung. Nach dem Besuch der Schule ging Percival nach Edinburgh, um Medizin zu studieren. Am 6. Juli 1765 wurde er an der Universität Leiden zum MD ernannt, um kurz darauf Mitglied der Royal Society zu werden.
Nachdem er kurze Zeit in Warrington als Arzt praktizierte, zog er 1767 nach Manchester, wo er für den Rest seines Lebens bleiben sollte. Die Zustände in den dortigen Arbeitervierteln bewogen ihn dazu, mehrere Schriften zum Thema öffentliche Gesundheitsversorgung zu verfassen (s. u.). Als Anhänger einer utilitaristischen Weltanschauung plädierte er für eine Gesundheitsversorgung, die möglichst viele erreichen sollte, und setzte sich für deren Umsetzung in Manchester ein. 1787 wurde er in die Royal Society of Edinburgh und 1789 in die American Academy of Arts and Sciences gewählt.
Mit seinem Werk „Medical Ethics“ gilt er als Begründer der neuzeitlichen Medizinethik, ein Begriff, den er einführte und prägte. Aus seinem Werk und unter Verwendung zahlreicher seiner Textstellen leitete die American Medical Association im Jahre ihrer Gründung 1847 ihren ersten Code of Ethics ab.
Am 30. August 1804 starb Thomas Percival in Manchester und wurde später in Warrington beigesetzt.

## Wichtigste Werke
- Essays, Medical and Experimental (1767), 2. Auflage (1772) (Digitalisat)
- Internal Regulation of Hospitals (1771)
- A Scheme of Professional Conduct Relative to Hospitals and other Medical Charities (1772)
- Essays, Medical, Philosophical and Experimental. T. Lowndes, London 1770–1773, Band I (1770) (Digitalisat); Band II (1773) (Digitalisat)
- A Father’s Instruction (dreibändig 1775–1800)
- Medical ethics; or, a code of institutes and precepts, adapted to the professional Conduct of physicians and surgeons. Manchester: S. Russell, 1803 (Digitalisat)